# Maynard (Minnesota)
Maynard ist eine Kleinstadt (mit dem Status „City“) im Chippewa County im US-amerikanischen Bundesstaat Minnesota. Das U.S. Census Bureau hat bei der Volkszählung 2020 eine Einwohnerzahl von 319 ermittelt.

## Geografie
Maynard liegt auf 44°54′25″ nördlicher Breite und 95°28′08″ westlicher Länge und erstreckt sich über 1,68 km².
Benachbarte Orte von Maynard sind Clara City (10,2 km nordöstlich), Sacred Heart (22,6 km südöstlich), Granite Falls (17,2 km südwestlich) und Montevideo (26,8 km westlich).
Die nächstgelegenen größeren Städte sind Minneapolis (186 km östlich), Minnesotas Hauptstadt Saint Paul (207 km in der gleichen Richtung), Rochester (311 km südöstlich), Sioux Falls in South Dakota (210 km südwestlich) und Fargo in North Dakota (273 km nordnordwestlich).

## Verkehr
Durch Maynard verläuft die von Nordost nach Südwest führende Minnesota State Route 23. Alle weiteren Straßen sind untergeordnete Landstraßen, teils unbefestigte Fahrwege oder innerstädtische Verbindungsstraßen.
Parallel zur MN 23 verläuft eine Eisenbahnlinie der BNSF Railway.
Der Montevideo-Chippewa County Airport befindet sich 26,3 km westnordwestlich. Der nächste Großflughafen ist der Minneapolis-Saint Paul International Airport (191 km östlich).

## Demografische Daten
Nach der Volkszählung im Jahr 2010 lebten in Maynard 366 Menschen in 158 Haushalten. Die Bevölkerungsdichte betrug 217,9 Einwohner pro Quadratkilometer. In den 158 Haushalten lebten statistisch je 2,32 Personen.
Ethnisch betrachtet setzte sich die Bevölkerung zusammen aus 92,6 Prozent Weißen, 1,1 Prozent Afroamerikanern, 0,3 Prozent (eine Person) amerikanischen Ureinwohnern, 1,1 Prozent Asiaten sowie 4,9 Prozent aus anderen ethnischen Gruppen. Unabhängig von der ethnischen Zugehörigkeit waren 5,5 Prozent der Bevölkerung spanischer oder lateinamerikanischer Abstammung.
23,5 Prozent der Bevölkerung waren unter 18 Jahre alt, 60,4 Prozent waren zwischen 18 und 64 und 16,1 Prozent waren 65 Jahre oder älter. 52,5 Prozent der Bevölkerung war weiblich.
Das mittlere jährliche Einkommen eines Haushalts lag bei 41.328 USD. Das Pro-Kopf-Einkommen betrug 19.855 USD. 3,6 Prozent der Einwohner lebten unterhalb der Armutsgrenze.